# NGC 4021
NGC 4021 este o galaxie eliptică situată în constelația Părul Berenicei. A fost descoperită în 26 aprilie 1878 de către John Dreyer.